# 말라야 비상사태
말레이시아 비상사태(Darurat)는 1948년부터 1960년까지 말레이시아 공산당의 무장 단체인 말라야 인종해방군과 영국 연방군 사이에서 벌어진 말라야 연방의 게릴라전이다. "말레이시아 비상사태"는 분쟁에 대한 식민 정부의 입장에서 본 것이다. 말라야 인종해방군은 이 전쟁을 반영 민족해방전쟁이라 불렀다. 전쟁이라는 표현을 썼다면, 런던로이즈가 손해에 보상하지 않았기 때문에 고무 플랜테이션과 통조림 제조 산업자들이 "반란"을 일으켰다고 본 것이다.
1960년 공산주의자들이 패배했으나 친 펑은 1968년부터 말레이시아에서 새로운 반란을 일으켰고, 이 반란은 1989년까지 이어졌다. 친 펑은 태국으로 망명했고 그는 2013년 9월 16일 그곳에서 사망했다.

## 기원

### 경제 문제
말라야의 경제는 고무와 통조림의 수출에 의존할 수 있었고 이에 따라 세계 시장의 변동에 취약했다. 영국이 말라야 경제를 장악했을 때 영국 정부는 말라야 상품에 세금을 부과했고, 이것은 말라야의 전통 산업에 영향을 미쳤다. 말라야 사람들은 영국 식민정부의 경제 정책으로 가난해졌다. 많은 중국인들이 상품 교역에 책임이 있는 광산이나 벌판에서 고용되었다. 이것은 말랴아 주민들이 화교가 특정 직업에서 그들을 대체하고 일자리를 구하는 것이 더욱 어려워졌다는 것을 발견하게 되면서 민족 간의 긴장을 높이게 되었다. 말라야인들은 고무 산업에 고용되었고 세계 시장 가격에 따라 임금을 받는 결과를 낳았다.
경제적 긴장은 제2차 세계 대전이 발발했을 때 더욱 긴장되었다. 1941년 말레이시아는 일본에 의해 점령되었고 그 때부터 주요 품목의 수출은 일본 경제에 필요한 비교적 적은 양으로 제한되었다. 이것은 대다수의 고무 플랜테이션이 폐지되고 많은 광산이 문을 닫는 계기가 되었다, 후자는 기계 산업의 부속품의 부족으로 직접적인 영향을 미쳤다. 말레이시아인들의 식단 대부분을 차지한 쌀의 수입은 제한된 교역으로 인해 급격히 감속했고, 이것은 인구가생존하기 위해 충분한 식품을 생산하는 것으로 산업의 초점이 맞춰지는 계기가 되었다. 많은 사람들은 영국 정부가 곧 돌아와 이들을 살려줄 것이라 믿었기 때문에 생존을 위해 필수적이 농업 기술을 배우려고 시도하지 않았다. 1942년 이로 인해 말라야에서는 기근이 들었다.
제2차 대전 종결 후 일본의 철수는 영국령 말라야의 경제를 파탄으로 몰고 갔다. 여러 문제가 발생했는데, 비고용, 저임금. 식품 인플레이션, 건강율의 저하 등이 대표적인 예였다. 말레이시아 공산당은 영국에 맞선 선전전의 도구로 경제의 실패를 사용했다. 영국은 말라야에서 악화되는 경제문제에 대해 언급하지 않았다. 이것은 1946년부터 1948년까지 상당한 파업과 폭동을 일으켰다. 1946년 1월 29일 말레이시아 공산당이 일으킨 24시간 파업이 대표적인 예였다. 이 시기에 영국 정부는 말레이시아 경제를 부흥시키기 위해 노력했고, 말레이시아의 철강 및 고무 산업이 영국의 전후 복구에 중요했기 때문이었다. 1947년 말레이시아 공산주의자들은 300번의 파업을 계획했다.

## 같이 보기
- 말레이시아의 역사